# Robur Carolinum

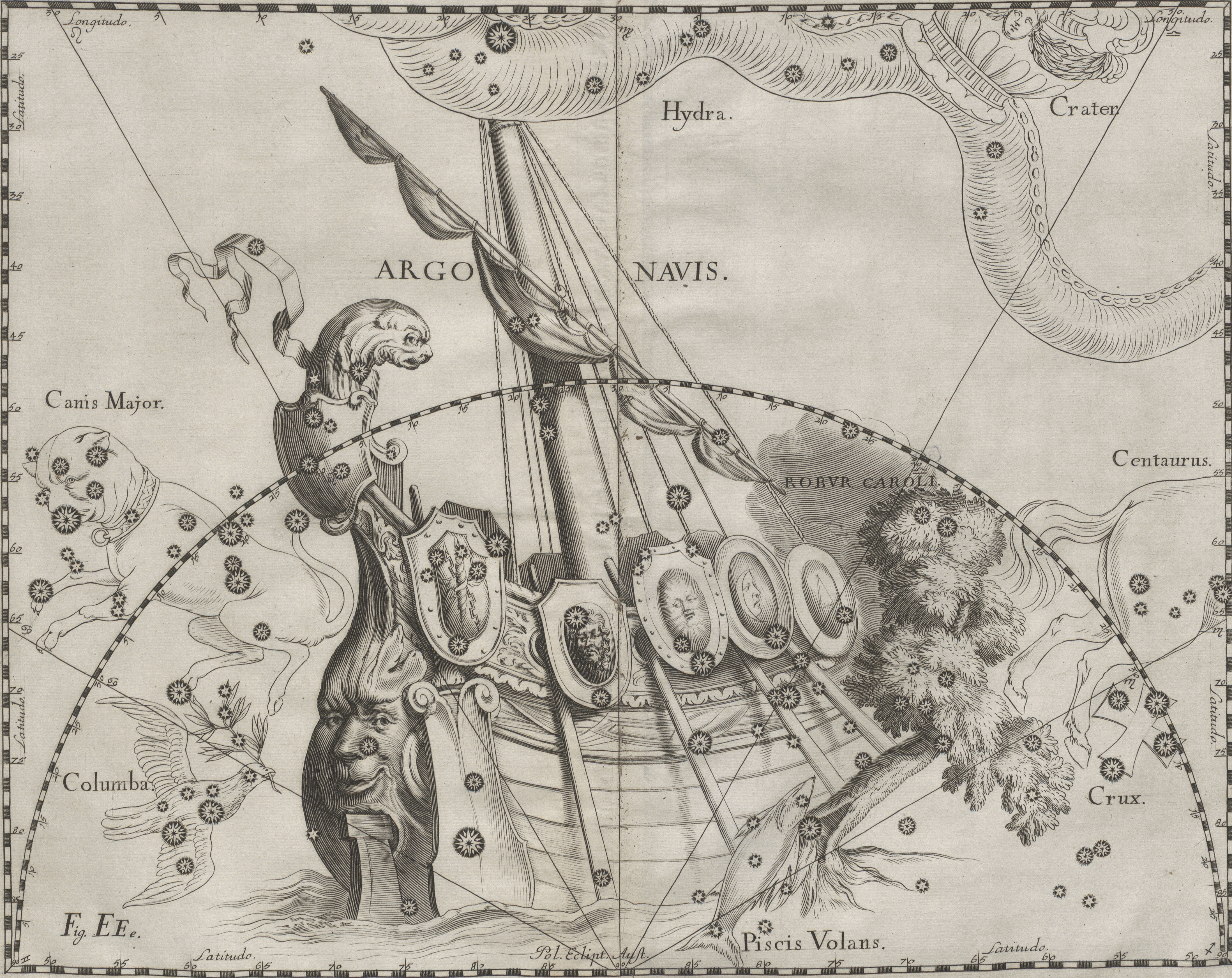
Robur Carolinum y Argo Navis.

Robur Carolinum o el Roble de Carlos, es una obsoleta constelación creada por Edmund Halley en 1679 con estrellas del Argo Navis. Halley la creó en honor a su patrón Carlos II de Inglaterra, para conmemorar el roble en el que el rey Carlos se escondió durante 24 horas después de su derrota provocada por Oliver Cromwell a manos de las fuerzas republicanas en la batalla de Worcester.
Halley navegó a la isla de Santa Elena, en el sur del Océano Atlántico, en 1676 para observar las estrellas del sur. Él presentó sus resultados a la Royal Society de Londres a su regreso en 1678 y al año siguiente publicó su catálogo de estrellas del sur, Catalogus Stellarum Australium, acompañados de un mapa. Halley describió su nueva constelación como una "perpetua memoria" del Rey, pero resultó ser menos permanente de lo que cualquiera de ellos habría esperado. Robur Carolinum fue rechazada por el astrónomo francés Nicolas Louis de Lacaille, quien realizó un mapa de las estrellas del sur mucho más completo 75 años después de Halley, y la mayoría de los astrónomos siguieron su ejemplo, aunque Johann Elert Bode la incluyó en su atlas de 1801 como Robur Caroli II.
Hoy Robur Carolinum forma parte de las constelaciones de Carina y Vela, y estaba situada en la parte oriental de las mismas. La Vía Láctea atravesaba esta antigua constelación que contenía algunas estrellas brillantes como Miaplacidus (β Carinae) —su estrella «Alfa» de magnitud 1,67—, μ Velorum (magnitud 2,69), θ Carinae (magnitud 2,74) y ω Carinae (magnitud 3,29).